# Idiasta daurica
Idiasta daurica är en stekelart som beskrevs av Sergey A. Belokobylskij 1998. Idiasta daurica ingår i släktet Idiasta och familjen bracksteklar. Inga underarter finns listade i Catalogue of Life.